# 2018년 튀르키예 대통령 선거
2018년 튀르키예 대통령 선거는 2018년 6월 24일 실시된 튀르키예의 대통령을 선출하기 위한 선거이다. 선거 결과 레제프 타이이프 에르도안 대통령이 재선하였다.
튀르키예는 지난 2017년 4월, 개헌을 통해 내각제에서 대통령 중심제로 권력 체제를 바꾸기로 결정한 바 있다. 2018년 4월 18일, 에르도안 대통령은 민족주의자 운동당(MHP) 대표 데블레트 바흐첼리이 전날(17일) 제안한 내용과 관련하여 회담을 갖고, 조기 대선 및 총선을 발표하였다.
2017년 6월 24일 선거가 실시되었으며, 개표 결과 투표율 87%에 레제프 타이이프 에르도안 대통령이 52.5% 득표율로 결선투표 없이 당선을 결정지었다. 이어 무하렘 인제 후보가 30.7%를 득표하였다.

## 같이 보기
- 2018년 튀르키예 총선

## 참고 자료
- 위키미디어 공용에 2018년 튀르키예 대통령 선거 관련 미디어 분류가 있습니다.